# Cyanidioschyzon
Cyanidioschyzon, monotipski rod crvenih algi iz porodice Cyanidioschyzonaceae, jedina u redu Cyanidioschyzonales. Jedina vrsta je slatkovodna alga C. merolae.
Tipski lokalitet je Campi Flegrei, kod Napulja u Italiji.